# ChemSpider
ChemSpiderは、王立化学会が持つフリーの化学データベースである。

## データベース
このデータベースには、以下を含む400以上のデータ源からの2600万以上の分子が収録されている。
- A-L: EPA DSSTox, FDA, Human Metabolome Database, Journal of Heterocyclic Chemistry, KEGG, KUMGM, LeadScope, LipidMAPS
- M-N: Marinlit, MDPI, MICAD, MLSMR, MMDB, MOLI, MTDP, Nanogen, Nature Chemical Biology, NCGC, NIAID, NIH, NINDS Approved Drug Screening Program, NIST, NIST Chemistry WebBook, NMMLSC, NMRShiftDB
- P-S: PANACHE, PCMD, PDSP, Peptides, Prous Science Drugs of the Future, QSAR, R&D Chemicals, San Diego Center for Chemical Genomics, SGCOxCompounds, SGCStoCompounds, SMID, Specs, Structural Genomics Consortium, SureChem, Synthon-Lab
- T-Z: Thomson Pharma, Total TOSLab Building-Blocks, UM-BBD, UPCMLD, UsefulChem, Web of Science, xPharm, ZINC

## クラウドソーシング
ChemSpiderのデータベースは、ユーザーが化学構造、スペクトル、情報整理等を提供することができる。これは、オンラインの化学データベースの発展のクラウドソーシング的アプローチである。クラウドソーシングに基づくデータの整理により、生医学及び化学の文献からのテキストマイニングにより収集された化学構造と結びついた化合物の名前の辞書が作られた。

## 検索
いくつかの検索機能が提供されている。
- standard searchでは、クエリとして系統名、商品名、別名、登録番号を用いることができる。
- advanced searchでは、分子式、分子量、CAS番号、納入業者等の情報を用いて、化学構造、基礎構造による相互検索ができる。
- 携帯機器による'structure searchでは、iPhone/iPod/iPadやAndroidの無料アプリを用いて行うことができる。

## マークアップ
ChemSpiderのデータベースは、マークアップ言語の基礎としてテキストマイニングと組み合わせて用いられている。ChemMantis(Chemistry Markup And Nomenclature Transformation Integrated System)は、文書やウェブページから化合物名を同定、抽出し、化合物名を化学構造に変換するアルゴリズムを用いている。その結果、ChemSpiderは150以上のデータ源の文献や情報の統合システムとなった。

## 歴史
ChemSpiderは、2009年5月に王立化学会によって買収された。その前は、ChemSpiderはChemZoo Inc.という私企業によって運営されていた。このシステムは2007年3月に立ち上げられ、2008年3月にβ版がリリースされた。ChemSpiderは、WiChempediaの実装によってWikipediaの化学構造収集の支援を行う等、化学データベースの包括的な支援を拡張した。

## サービス
多くのサービスをオンラインで利用できる。例えば、化合物名の化学構造への変換、SMILESやInChIの生成、多くの物理化学パラメータの予測等である。

## 関連文献
- Chemical & Engineering News 85 (24). (June 11, 2007).
- Antony John Williams (Jan-Feb 2008). “ChemSpider and Its Expanding Web: Building a Structure-Centric Community for Chemists”. Chemistry International 30 (1).
- Antony John Williams (Apr - May 2008). “Public Chemical Compound Databases”. Current Opinion in Drug Discovery & Development 11 (3).
- Sean Ekins, Manisha Iyer, Matthew D. Krasowski and Evan D. Kharasch (2008). “Molecular Characterization of CYP2B6 Substrates”. Current Drug Metabolism 9 (5):  363–73. PMC 2426921. PMID 18537573.
- Geoff Brumfiel (2008-05-07). “Chemists Spin a Web of Data”. Nature 453 (7192):  139. Bibcode: 2008Natur.453..139B. doi:10.1038/453139a. PMID 18464701.
- E. Curry, A. Freitas, and S. O’Riáin, “The Role of Community-Driven Data Curation for Enterprises,”   in Linking Enterprise Data, D. Wood, Ed. Boston, MA: Springer US, 2010, pp. 25–47.